# Samuel ben Phöbus
Samuel ben Phöbus war ein Talmudist im späten 17. Jahrhundert in Szydłów und Fürth.
Über sein Leben ist wenig bekannt. Er lernte in Krakau bei R.Herschel.
Vor 1691 wurde er Rabbiner in Szydłów.
Von dort wurde er 1691 zum Rabbiner in Fürth.
1694 ging er zurück nach Szydłów.
Samuel ben Phöbus war Autor mehrerer Talmudkommentare.
Seine Tochter heiratete Aaron Hart, den ersten Großrabbiner des Vereinigten Königreichs von Großbritannien.